# Katarzyna Zielińska (socjolog)
Katarzyna Zielińska – polska socjolożka, dr hab. nauk społecznych, profesor uczelni Instytutu Socjologii Wydziału Filozoficznego Uniwersytetu Jagiellońskiego.

## Życiorys
W latach 1999−2002 ukończyła studia psychologiczne i socjologiczne na Uniwersytecie Jagiellońskim (UJ), 20 grudnia 2007 obroniła rozprawę doktorską Spory wokół teorii sekularyzacji, 20 września 2018 habilitowała się na podstawie pracy zatytułowanej W walce o hegemonię? Religia w polskiej sferze publicznej na przykładzie debat sejmowych.
Jest zatrudniona na stanowisku profesora uczelni w Instytucie Socjologii na Wydziale Filozoficznym Uniwersytetu Jagiellońskiego oraz jest członkiem Rady Dyscypliny Naukowej Nauk Socjologicznych UJ.